# Typhulaceae
Famille

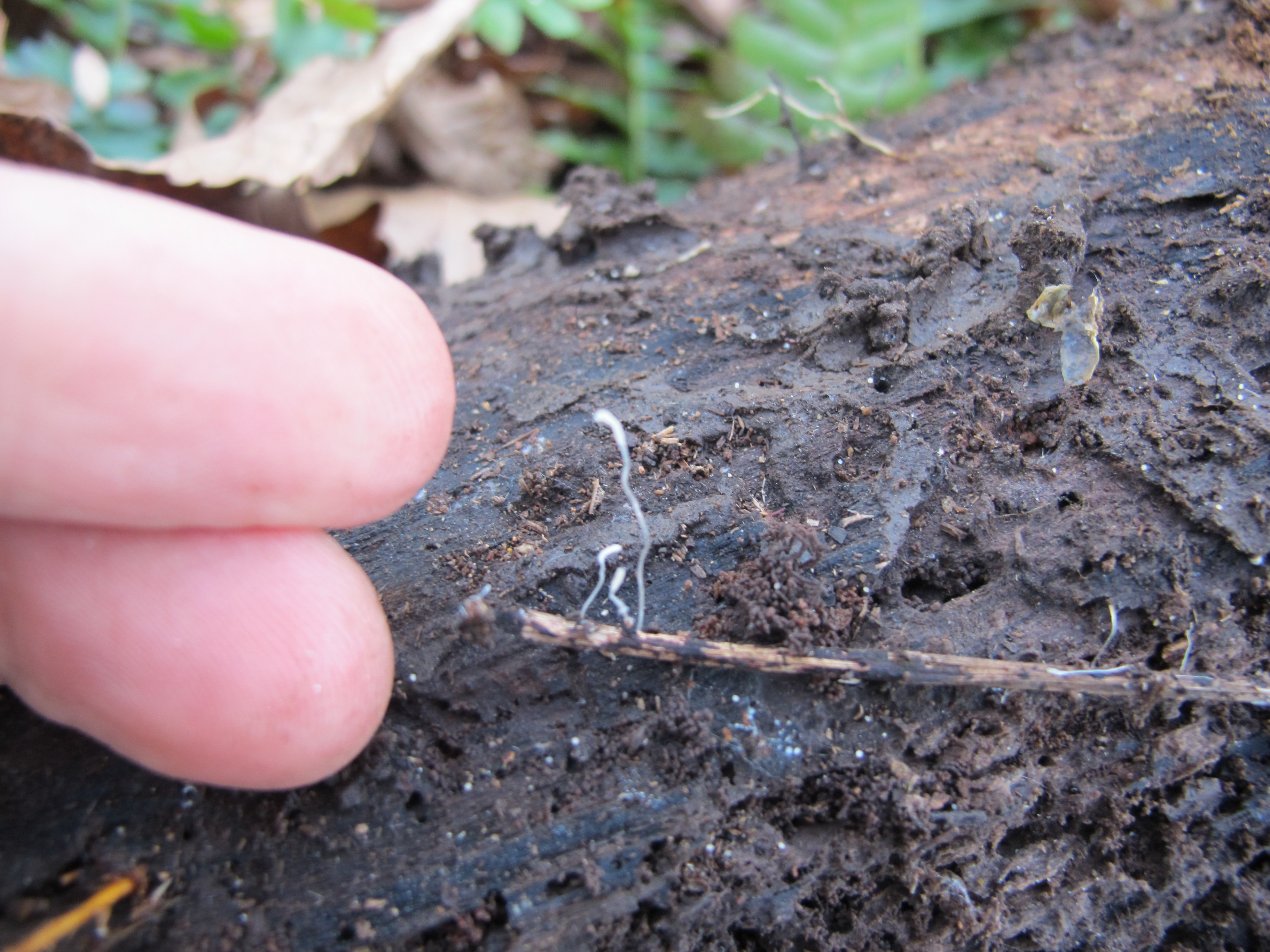
Typhula quisquiliaris.

Les Typhulaceae sont une famille de champignons basidiomycètes dans le clade III des Hygrophoroïde de l'ordre des Agaricales,,.

## Phylogramme des Typhulaceae dans le Clade Hygrophoroïde
- - Clade des Athéloïdes
  - Boletales, Clade des Bolets
  - Agaricales, Clade des Euagarics
    - Clade I Plicaturopsidoïde
      - Clade II Pluteoïde
      - Clade III Hygrophoroïde
        - Typhulaceae
          - Xeromphalina
          - Sarcomyxa
          - Typhula

        - Pterulaceae
          - 
            - Pterula
            - Phyllotopsis sp.

          - Hygrophoraceae

      - Clade IV Marasmioïde
      - Clade V Tricholomatoïde
      - Clade VI Agaricoïde

## Liste des genres
- Genre Lutypha
  -  Lutypha sclerotiophila
- Genre Macrotyphula
  - Macrotyphula defibulata
  - Macrotyphula fistulosa (Clavaire fistuleuse)
  - Macrotyphula juncea
  - Macrotyphula rhizomorpha
  - Macrotyphula tremula
- Genre Pistillaria
  - Pistillaria diaphana
  - Pistillaria petasitis
  - Pistillaria rhodocionides
  - Pistillaria subuncialis
  - Pistillaria trispora
- Genre Pistillina
  - Pistillina brunneola
- Genre Typhula
  - 60 ssp.